# Dyschoriste mutica
Dyschoriste mutica là một loài thực vật có hoa trong họ Ô rô. Loài này được (S.Moore) C.B.Clarke mô tả khoa học đầu tiên năm 1899.